# August von Gödrich
August von Gödrich, a volte Anton von Gödrich, August Goedrich o August Gödrich (Gerlsdorf, 25 settembre 1859 – Fulnek, 16 marzo 1942), è stato un ciclista su strada tedesco.
Partecipò alle gare di ciclismo delle prime Olimpiadi moderne che si svolsero ad Atene nel 1896, vincendo la medaglia d'argento nella corsa in linea, in 3h42'18", dietro solo ad Aristeidīs Kōnstantinidīs.